# Luca Harrington
Luca Harrington (Dunedin, 19 de febrero de 2004) es un deportista neozelandés que compite en esquí acrobático, especialista en las pruebas de big air y slopestyle.
Ganó una medalla de oro en el Campeonato Mundial de Esquí Acrobático de 2025, en la prueba de big air. Consiguió dos medallas en los X Games de Invierno Aspen 2025.

## Medallero internacional
| Campeonato Mundial | Campeonato Mundial | Campeonato Mundial | Campeonato Mundial |
| Año                | Lugar              | Medalla            | Prueba             |
| ------------------ | ------------------ | ------------------ | ------------------ |
| 2025               | Engadina (Suiza)   | Medalla de oro     | Big air            |

| X Games de Invierno | X Games de Invierno    | X Games de Invierno | X Games de Invierno |
| Año                 | Lugar                  | Medalla             | Prueba              |
| ------------------- | ---------------------- | ------------------- | ------------------- |
| 2025                | Aspen (Estados Unidos) | Medalla de oro      | Slopestyle          |
| 2025                | Aspen (Estados Unidos) | Medalla de plata    | Big air             |